# Férfi magasugrás az 1896. évi nyári olimpiai játékokon
A férfi magasugrás az egyike volt a 4 ugróversenynek az olimpiai programból. A versenyt április 10-én tartották. Öt atléta indult ezen a versenyen, közülük hárman az Egyesült Államokból. Ellery Clark, aki korábban már megnyerte a távolugrást is, ugyancsak megnyerte ezt a versenyszámot. A két másik amerikai, Robert Garrett és James B. Connolly, holtversenyben ezüstérmes lett.

## Rekordok
A Nemzetközi Atlétikai Szövetség 1912 óta tartja nyilván a hivatalos világrekordot, és mivel ez volt az első olimpia, ezért olimpiai rekord sem létezett ez előtt. Ezáltal az ezen a versenyen az első ugró eredménye számít ebben a versenyszámban az első hivatalos olimpiai rekordnak, azonban jelenleg nem áll rendelkezésre olyan adat, ami szerint meg lehet állapítani, hogy milyen sorrendben ugrották a magasságokat az ugrók. Ezáltal az 1,5 és 1,65 m közti rekordok tulajdonosa ismeretlen.
Az alábbi táblázat tartalmazza a verseny során elért olimpiai rekordokat:
| Dátum       | Esemény | Versenyző          | Eredmény | OR  |
| ----------- | ------- | ------------------ | -------- | --- |
| április 10. | Döntő   | ismeretlen         | 1,50 m   | OR* |
| április 10. | Döntő   | ismeretlen         | 1,55 m   | OR* |
| április 10. | Döntő   | ismeretlen         | 1,60 m   | OR* |
| április 10. | Döntő   | ismeretlen         | 1,625 m  | OR* |
| április 10. | Döntő   | ismeretlen         | 1,65 m   | OR* |
| április 10. | Döntő   | Ellery Clark (USA) | 1,675 m  | OR  |
| április 10. | Döntő   | Ellery Clark (USA) | 1,70 m   | OR  |
| április 10. | Döntő   | Ellery Clark (USA) | 1,75 m   | OR  |
| április 10. | Döntő   | Ellery Clark (USA) | 1,81 m   | OR  |

* Az 1,5 és 1,55 méteres magasságon négyen, az 1,6 méteres magasságon hárman, az 1,625 és 1,65 méteres magasságon pedig ketten beállították a rekordot.

## Eredmények
| Helyezés | Versenyző               | Eredmény | 1,50 m | 1,55 m | 1,60 m | 1,625 m | 1,65 m | 1,675 m | 1,70 m | 1,75 m | 1,81 m |
| -------- | ----------------------- | -------- | ------ | ------ | ------ | ------- | ------ | ------- | ------ | ------ | ------ |
| Arany    | Ellery Clark (USA)      | 1,81 m   |        |        |        |         |        |         |        |        |        |
| Ezüst    | Robert Garrett (USA)    | 1,65 m   |        |        |        |         |        |         |        |        |        |
| Ezüst    | James B. Connolly (USA) | 1,65 m   |        |        |        |         |        |         |        |        |        |
| 4.       | Henrik Sjöberg (SWE)    | 1,60 m   |        |        |        |         |        |         |        |        |        |
| 5.       | Fritz Hofmann (GER)     | 1,55 m   |        |        |        |         |        |         |        |        |        |

: teljesített magasság
: rontott magasság